# Sarcophaga hai
Sarcophaga hai är en tvåvingeart som beskrevs av Tadao Kano och Hiromu Kurahashi 2000. Sarcophaga hai ingår i släktet Sarcophaga och familjen köttflugor.
Artens utbredningsområde är Vietnam. Inga underarter finns listade i Catalogue of Life.